# Kroktjärnen (Stensele socken, Lappland, 721480-153683)
Kroktjärnen är en sjö i Storumans kommun och Vilhelmina kommun i Lappland och ingår i Umeälvens huvudavrinningsområde. Sjön har en area på 0,0876 kvadratkilometer och ligger 679,5 meter över havet.

## Delavrinningsområde
Kroktjärnen ingår i det delavrinningsområde (721509-154147) som SMHI kallar för Utloppet av Lubbträsket. Medelhöjden är 526 meter över havet och ytan är 55,34 kvadratkilometer. Det finns inga avrinningsområden uppströms utan avrinningsområdet är högsta punkten. Namonsbäcken som avvattnar avrinningsområdet har biflödesordning 3, vilket innebär att vattnet flödar genom totalt 3 vattendrag innan det når havet efter 286 kilometer. Avrinningsområdet består mestadels av skog (68 procent) och sankmarker (16 procent). Avrinningsområdet har 7,65 kvadratkilometer vattenytor vilket ger det en sjöprocent på 13,8 procent.